# Natação no Campeonato Europeu de Esportes Aquáticos de 2016 - 200 m medley masculino
A prova dos 200 metros medley masculino da natação no Campeonato Europeu de Esportes Aquáticos de 2016 ocorreu nos dias 17 e 18 de maio em Londres, no Reino Unido. 

## Calendário
| Fase          | Data       | Hora  |
| ------------- | ---------- | ----- |
| Eliminatórias | 17 de maio | 10:39 |
| Semifinal     | 17 de maio | 18:50 |
| Final         | 18 de maio | 19:26 |

Todos os horários estão no horário local (UTC+0)

## Recordes
Antes desta competição, os recordes eram os seguintes:
| Recorde mundial       | Ryan Lochte | 1:54.00 | Xangai   | 24 de julho de 2011 |
| Recorde europeu       | László Cseh | 1:55.18 | Roma     | 29 de julho de 2009 |
| Recorde do campeonato | László Cseh | 1:56.66 | Debrecen | 23 de maio de 2012  |

## Medalhistas
| Ouro                  | Prata          | Bronze              |
| Andreas Vazaios (GRE) | Gal Nevo (ISR) | Alexis Santos (POR) |

## Resultados

### Eliminatórias
Esses foram os resultados das eliminatórias. 
| Pos. | Bateria | Raia | Nadador             | Nacionalidade      | Tempo   | Notas |
| ---- | ------- | ---- | ------------------- | ------------------ | ------- | ----- |
| 1    | 3       | 4    | László Cseh         | Hungria            | 1:58.17 |       |
| 2    | 4       | 2    | Alexis Santos       | Portugal           | 1:59.90 | Q     |
| 3    | 3       | 5    | Andreas Vazaios     | Grécia             | 2:00.00 | Q     |
| 4    | 3       | 2    | Gal Nevo            | Israel             | 2:00.24 | Q     |
| 5    | 5       | 7    | Raphaël Stacchiotti | Luxemburgo         | 2:00.66 | Q     |
| 6    | 3       | 3    | Diogo Carvalho      | Portugal           | 2:00.68 | Q     |
| 7    | 5       | 6    | Federico Turrini    | Itália             | 2:00.85 | Q     |
| 8    | 2       | 3    | Phillipp Forster    | Alemanha           | 2:00.89 | Q     |
| 9    | 3       | 6    | Max Litchfield      | Reino Unido        | 2:01.13 | Q     |
| 10   | 5       | 4    | Daniel Wallace      | Reino Unido        | 2:01.28 | Q     |
| 11   | 4       | 7    | Alexander Osipenko  | Rússia             | 2:01.49 | Q     |
| 11   | 5       | 5    | Eduardo Solaeche    | Espanha            | 2:01.49 | Q     |
| 13   | 3       | 0    | Benjámin Grátz      | Hungria            | 2:01.51 | Q     |
| 14   | 3       | 8    | Pavel Janeček       | Chéquia            | 2:01.72 | Q,    |
| 14   | 4       | 3    | Ieuan Lloyd         | Reino Unido        | 2:01.72 |       |
| 16   | 2       | 9    | Petter Fredriksson  | Suécia             | 2:01.84 | Q     |
| 17   | 4       | 8    | Jakub Maly          | Áustria            | 2:01.97 | Q     |
| 18   | 2       | 6    | Alpkan Örnek        | Turquia            | 2:01.99 | Q     |
| 19   | 4       | 4    | Marcin Tarczyński   | Polónia            | 2:02.09 |       |
| 20   | 3       | 7    | Ganesh Pedurand     | França             | 2:02.12 |       |
| 20   | 5       | 0    | Gabriel Lopes       | Portugal           | 2:02.12 |       |
| 22   | 5       | 2    | Semen Makovich      | Rússia             | 2:02.20 |       |
| 23   | 5       | 3    | Jeremy Desplanches  | Suíça              | 2:02.43 |       |
| 24   | 3       | 1    | Etay Gurevich       | Israel             | 2:02.51 |       |
| 25   | 4       | 1    | Sebastian Steffan   | Áustria            | 2:02.89 |       |
| 26   | 4       | 9    | Heiko Gigler        | Áustria            | 2:02.92 |       |
| 27   | 5       | 1    | Kevin Wedel         | Alemanha           | 2:03.00 |       |
| 28   | 2       | 2    | Marcin Tarczyński   | Polónia            | 2:03.06 |       |
| 29   | 2       | 5    | Viktor Bromer       | Dinamarca          | 2:03.07 |       |
| 30   | 5       | 8    | Andrey Zhilkin      | Rússia             | 2:03.32 |       |
| 31   | 4       | 0    | Martin Liivamägi    | Estónia            | 2:03.37 |       |
| 32   | 2       | 1    | Marko Blaževski     | Macedônia do Norte | 2:03.66 |       |
| 33   | 2       | 7    | Christoph Meier     | Liechtenstein      | 2:03.95 |       |
| 34   | 3       | 9    | Sindri Jakobsson    | Noruega            | 2:04.07 |       |
| 35   | 5       | 9    | Povilas Strazdas    | Lituânia           | 2:04.11 |       |
| 36   | 2       | 8    | Tomas Veloso        | Portugal           | 2:05.74 |       |
| 37   | 1       | 5    | Nikola Dimitrov     | Bulgária           | 2:05.95 |       |
| 38   | 2       | 0    | Pavol Jelenák       | Eslováquia         | 2:06.03 |       |
| 39   | 2       | 4    | Ergecan Gezmiş      | Turquia            | 2:06.18 |       |
| 40   | 1       | 3    | Irakli Bolkvadze    | Geórgia            | 2:06.55 |       |
| 41   | 1       | 4    | Luca Pfyffer        | Suíça              | 2:06.69 |       |
| 42   | 1       | 7    | Osvald Nitski       | Estónia            | 2:06.71 |       |
| 43   | 1       | 2    | Silver Hein         | Estónia            | 2:08.64 |       |
| 44   | 1       | 6    | Alvi Hjelm          | Ilhas Feroé        | 2:10.32 |       |
| 45   | 4       | 5    | Yakov Toumarkin     | Israel             | DNS     | DNS   |
| 45   | 4       | 6    | Duncan Scott        | Reino Unido        | DNS     | DNS   |

### Semifinal
Esses foram os resultados das semifinais. 
Semifinal 1
| Pos. | Raia | Nadador             | Nacionalidade | Tempo   | Notas |
| ---- | ---- | ------------------- | ------------- | ------- | ----- |
| 1    | 4    | Andreas Vazaios     | Grécia        | 1:58.47 | Q     |
| 2    | 3    | Federico Turrini    | Itália        | 2:00.57 | Q     |
| 3    | 5    | Raphaël Stacchiotti | Luxemburgo    | 2:00.72 | Q     |
| 4    | 6    | Max Litchfield      | Reino Unido   | 2:00.86 | Q     |
| 5    | 7    | Benjámin Grátz      | Hungria       | 2:00.90 |       |
| 6    | 2    | Eduardo Solaeche    | Espanha       | 2:01.74 |       |
| 7    | 1    | Petter Fredriksson  | Suécia        | 2:02.37 |       |
| 8    | 8    | Alpkan Örnek        | Turquia       | 2:02.74 |       |

Semifinal 2
| Pos. | Raia | Nadador            | Nacionalidade | Tempo   | Notas |
| ---- | ---- | ------------------ | ------------- | ------- | ----- |
| 1    | 4    | Alexis Santos      | Portugal      | 1:59.93 | Q     |
| 2    | 3    | Diogo Carvalho     | Portugal      | 2:00.07 | Q     |
| 3    | 5    | Gal Nevo           | Israel        | 2:00.32 | Q     |
| 4    | 2    | Daniel Wallace     | Reino Unido   | 2:00.74 | Q     |
| 5    | 7    | Alexander Osipenko | Rússia        | 2:01.13 |       |
| 6    | 6    | Phillipp Forster   | Alemanha      | 2:01.17 |       |
| 7    | 1    | Pavel Janeček      | Chéquia       | 2:02.37 |       |
| 8    | 8    | Jakub Maly         | Áustria       | 2:02.55 |       |

### Final
Esse foi o resultado da final. 
| Pos.              | Raia | Nadador             | Nacionalidade | Tempo   | Notas |
| ----------------- | ---- | ------------------- | ------------- | ------- | ----- |
| Medalha de ouro   | 4    | Andreas Vazaios     | Grécia        | 1:58.18 |       |
| Medalha de prata  | 6    | Gal Nevo            | Israel        | 1:59.69 |       |
| Medalha de bronze | 5    | Alexis Santos       | Portugal      | 1:59.76 |       |
| 4                 | 2    | Federico Turrini    | Itália        | 2:00.28 |       |
| 5                 | 3    | Diogo Carvalho      | Portugal      | 2:00.29 |       |
| 6                 | 7    | Raphaël Stacchiotti | Luxemburgo    | 2:00.56 |       |
| 7                 | 8    | Max Litchfield      | Reino Unido   | 2:00.71 |       |
| 8                 | 1    | Daniel Wallace      | Reino Unido   | 2:00.92 |       |

Legenda
| Recorde mundial       | Recorde mundial (World record)               |                       | Recorde africano                      | Recorde africano (African) |                                           | Q | Classificado por posição (Qualified) |
| Recorde do campeonato | Recorde do campeonato (Championship record)  | Recorde da América    | Recorde da América (Americas)         | q                          | Classificado por melhor tempo (Qualified) |   |                                      |
| Melhor marca do ano   | Melhor marca do ano (World leading)          | Recorde asiático      | Recorde asiático (Asian)              | DNS                        | Não largou (Did not start)                |   |                                      |
| Recorde nacional      | Recorde nacional (National record)           | Recorde europeu       | Recorde europeu (European)            | DNF                        | Não terminou (Did not finish)             |   |                                      |
| Recorde pessoal       | Recorde pessoal do atleta (Personal best)    | Recorde da Oceania    | Recorde da Oceania (Oceania)          | DSQ / DQ                   | Desclassificado (Disqualified)            |   |                                      |
| Recorde da temporada  | Recorde da temporada do atleta (Season best) | Recorde sul-americano | Recorde sul-americano (South America) | NM                         | Sem marca (No mark)                       |   |                                      |